# Lophochernes tibetanus
Espèce
Lophochernes tibetanus est une espèce de pseudoscorpions de la famille des Cheliferidae.

## Distribution
Cette espèce est endémique de Chine.

## Description
La femelle holotype mesure 2,5 mm.

## Publication originale
- Beier, 1943 : Neue Pseudoskorpione aus West-, Zentral- und Ostasien. Annalen des Naturhistorischen Museums in Wien, vol. 53, p. 74-81 (texte intégral).